# Síwa
Síwa je oáza v Libyjské poušti na západě Egypta. Leží 50 km od libyjských hranic a 200 km od pobřeží Středozemního moře. Oáza se nachází na okraji Kattarské prolákliny, 19 metrů pod hladinou moře. Je 80 km dlouhá a přes 20 km široká, žije v ní přes dvacet tisíc lidí.
O dávném osídlení lokality svědčí stopa předchůdce člověka, jejíž stáří se odhaduje na více než dva miliony let. Existence osady je doložena z období mezolitu, první písemné památky pocházejí ze 7. století př. n. l. Díky své odlehlosti si oáza zachovávala značnou míru nezávislosti. Kambýses II. po dobytí Egypta proti Síwě vyslal obrovskou armádu, která však beze stopy zmizela v poušti a její pozůstatky byly nalezeny až v roce 1996. Obyvatelé Síwy přijali islám až ve 12. století. Za druhé světové války zde probíhaly těžké boje mezi Afrikakorpsem a britskou Long Range Desert Group, během krátké italsko-německé okupace zde byla instalována profašistická egyptská vláda.
Většinu obyvatel Síwy tvoří Berbeři, kteří si zachovali vlastní jazyk a kulturu. Důležitým svátkem je tradiční slavnost Sijaha. V roce 2002 byla oáza vyhlášena národním parkem. Dominantou Síwy je Hora mrtvých s množstvím starobylých hrobek a pevnost Šálí, nacházejí se zde také trosky chrámu boha Amona, který patřil k nejvýznamnějším věštírnám starověkého světa. Často zde pobýval také Alexandr Veliký, podle jedné teorie se v Síwě dokonce nechal pohřbít.
Podle vyprávění řady cestovatelů byly ještě v polovině 20. století v Síwě běžné otevřené homosexuální svazky, ale pod vlivem konzervativních muslimských kleriků tento zvyk vymizel.